# Mr. Tambourine Man (musikalbum)
Mr. Tambourine Man är den amerikanska folkrockgruppen The Byrds debutalbum, utgivet i juni 1965 på skivbolaget Columbia Records. Albumet var ett av de viktigaste när det gällde populariseringen av folkrockgenren. 
Bob Dylans "Mr. Tambourine Man" är troligen den låt som förknippas starkast med The Byrds. Den hade tidigare släppts som singel och nådde förstaplatsen på Billboard Hot 100 i samma veva som albumet gavs ut. Här hörs också gruppens "varumärke", Roger McGuinns (även känd som Jim McGuinn) 12-strängade gitarr. Även om denna sång fick mest uppmärksamhet blev även en annan Dylan-låt, "All I Really Want to Do", en relativt stor hit. Andra välkända Byrds-nummer från skivan är Pete Seegers "The Bells of Rhymney", Dylans "Chimes of Freedom" samt Gene Clarks "I'll Feel a Whole Lot Better" och "Here Without You". Bland gruppens egna material är Gene Clark den helt dominerande låtskrivaren. 
Albumet blev sexa på albumlistan i USA och sjua i Storbritannien.

## Låtlista
Sida 1
1. "Mr. Tambourine Man" (Bob Dylan) – 2:29
2. "I'll Feel a Whole Lot Better" (Gene Clark) – 2:32
3. "Spanish Harlem Incident" (Bob Dylan) – 1:57
4. "You Won't Have to Cry" (Gene Clark/Jim McGuinn) – 2:08
5. "Here Without You" (Gene Clark) – 2:36
6. "The Bells of Rhymney" (Idris Davies/Pete Seeger) – 3:30

Sida 2
1. "All I Really Want to Do" (Bob Dylan) – 2:04
2. "I Knew I'd Want You" (Gene Clark) – 2:14
3. "It's No Use" (Gene Clark/Jim McGuinn) – 2:23
4. "Don't Doubt Yourself, Babe" (Jackie DeShannon) – 2:54
5. "Chimes of Freedom" (Bob Dylan) – 3:51
6. "We'll Meet Again" (Ross Parker/Hughie Charles) – 2:07

## Medverkande
The Byrds
- Jim McGuinn – 12-strängad gitarr, sång
- Gene Clark – gitarr, tamburin, sång
- David Crosby – gitarr, sång
- Chris Hillman – basgitarr
- Michael Clarke – trummor

Bidragande musiker
- Jerry Cole – rytmgitarr (spår 1, 8)
- Larry Knechtel – basgitarr (spår 1, 8)
- Leon Russell – elektrisk piano (spår 1, 8)
- Hal Blaine – trummor (spår 1, 8)

Produktion
- Terry Melcher – musikproducent
- Bob Irwin – assisterande producent, foto
- Vic Anesini – ljudmix, mastering
- Shawn R. Britton – mastering
- Barry Feinstein – foto